# Anaspis costai
Anaspis costai är en skalbaggsart som beskrevs av Carlo Emery 1876. Anaspis costai ingår i släktet Anaspis, och familjen ristbaggar. Arten har ej påträffats i Sverige.